# Impetuoso (torpediniera)
L'Impetuoso è stata una torpediniera di scorta della Regia Marina.

## Storia
Moderna unità della classe Ciclone, progettata appositamente per la scorta dei convogli lungo le pericolose rotte per l'Africa settentrionale, la torpediniera entrò in servizio nel giugno 1943, quando la guerra dei convogli era ormai conclusa. La nave ebbe perciò scarso impiego, restando in servizio per poco più di tre mesi.

### L'affondamento della corazzata Roma
La sua storia operativa è legata soprattutto alle vicende successive alla proclamazione dell'armistizio di Cassibile. All'epoca l'Impetuoso, al comando del capitano di corvetta MOVM Giuseppe Cigala Fulgosi, faceva parte del Gruppo Torpediniere di La Spezia, cui appartenevano anche le torpediniere Pegaso, Libra, Orsa, Ardimentoso ed Orione.
In seguito all'annuncio dell'armistizio, nella prima mattina del 9 settembre 1943, la nave salpò da La Spezia insieme ad Orsa, Orione, Ardimentoso e Pegaso, seguita, ad un'ora di distanza, dal resto della squadra navale (corazzate Italia, Vittorio Veneto e Roma, incrociatori leggeri Attilio Regolo, Eugenio di Savoia, Montecuccoli, cacciatorpediniere Artigliere, Fuciliere, Legionario, Carabiniere, Mitragliere, Velite, Grecale, Oriani) per dirigere alla Maddalena. La partenza avvenne così in fretta che il tenente Tommaso Ricci e gli altri addetti all'approvvigionamento dei viveri dell'Impetuoso rimasero a terra. Alle 8.40 le cinque torpediniere avvistarono la squadra da battaglia (cui alle 6.15 si erano aggregati anche gli incrociatori Duca d'Aosta, Duca degli Abruzzi e Garibaldi e la torpediniera Libra, provenienti da Genova), ponendosi in avanguardia rispetto ad essa, ed alle 10.30, in seguito all'avvistamento di ricognitori tedeschi, si unirono ad essa, procedendo a zig zag. Poco dopo mezzogiorno le torpediniere giunsero nelle acque prospicienti La Maddalena, ma a quel punto ricevettero la comunicazione che la base stava venendo occupata dai tedeschi: dovettero quindi invertire la rotta insieme al resto della flotta, che diresse a nord dell'Asinara. Alle 15.15 del 9 settembre, tuttavia, la formazione fu attaccata da bombardieri Dornier Do 217 tedeschi: dapprima fu leggermente danneggiata la corazzata Italia (da una bomba caduta vicino allo scafo), poi, alle 15.42, la corazzata Roma fu raggiunta da una bomba-razzo che, perforati tutti i ponti, scoppiò sotto la chiglia provocando gravi danni tra i quali una falla nello scafo, danni alle artiglierie contraeree e un locale macchine fuori uso (con riduzione della velocità a 16 nodi); dieci minuti più tardi la stessa nave fu centrata da una seconda bomba in corrispondenza di un deposito munizioni: devastata da una colossale deflagrazione, la Roma si capovolse ed affondò, spezzandosi in due, in 19 minuti, portando con sé 1393 uomini. 
Durante le manovre per evitare di essere colpita, facendo al contempo fuoco con le armi contraeree, l'Impetuoso fu sul punto di essere speronata da un'altra nave, ma la collisione fu evitata di pochissimo, grazie alla virata ordinata da Cigala Fulgosi ed al fatto che la nave speronatrice avesse frattanto messo le macchine a marcia indietro. Alle 16.09 Pegaso, Impetuoso ed Orsa furono inviate, insieme ai cacciatorpediniere Mitragliere, Fuciliere e Carabiniere ed all'incrociatore Attilio Regolo, a soccorrere la nave in affondamento; l'Impetuoso recuperò 47 superstiti, Orsa e Pegaso 55, il Regolo 17, i tre cacciatorpediniere trassero in salvo in tutto 503 uomini. Dopo aver vanamente ispezionato la superficie del mare alla ricerca di altri sopravvissuti, le tre torpediniere fecero rotta verso nord-ovest, ma alle 19 furono attaccate da un gruppo di caccia e bombardieri tedeschi, che le mitragliarono e bombardarono: manovrando a elevata velocità e facendo fuoco con tutto l'armamento contraereo, le tre navi, evitate di strettissima misura parecchie bombe, uscirono quasi indenni dall'attacco alle 20.30. L'Impetuoso e l'Orsa abbatterono con le proprie mitragliere tre o quattro velivoli tedeschi e ridotto il munizionamento antiaereo a meno della metà. Nelle ore successive le tre torpediniere, rimaste isolate e senza ordini, cercarono di ricongiungersi alla squadra italiana, senza sapere dove fosse, tentarono infruttuosamente di soccorrere il cacciatorpediniere Vivaldi, poi, all'1.30 del 10 settembre, Pegaso ed Impetuoso diressero per le isole Baleari, dove già si era diretta l'Orsa, avendo ormai quasi esaurito il carburante. L'Impetuoso fu l'ultima delle due navi a chiamare Supermarina, alle 4.13, per chiedere ordini, non ricevendo tuttavia alcuna risposta (come senza risposta erano rimaste anche tutte le precedenti chiamate). Alle 7.50 fu avvistato un ricognitore tedesco, ed alle 8.37 venne ricevuto un messaggio di Supermarina che ordinava di dirigere a Bona, ma dato il ritardo della comunicazione, che rendeva incerta la veridicità dell'ordine, la presenza di feriti gravi a bordo ed il fatto di essere ormai giunti nei pressi di Minorca, i comandanti delle due navi presero la decisione di proseguire, ed alle 11.15 diedero fondo nella baia di Pollença.

### L'autoaffondamento
Dopo aver sbarcato i feriti, tra mezzanotte e le due di notte dell'11 settembre Pegaso ed Impetuoso ripartirono per autoaffondarsi: i comandanti delle due navi, d'accordo con gli equipaggi, avevano infatti preso tale decisione per non dover consegnare le navi agli Alleati (ovvia conseguenza del prevedibile internamento alle Baleari) od ai tedeschi. Le torpediniere sostarono in mezzo alla baia dove calarono tutte le imbarcazioni, poi, con a bordo equipaggi ridotti al minimo (10-11 uomini sull'Impetuoso e 17 sul Pegaso), proseguirono sino a portarsi in acque profonde oltre cento metri, sufficienti ad impedire un recupero delle due unità; quindi – tra le cinque e le sei del mattino dell'11 settembre 1943 – venne issata la bandiera di combattimento, distrutti i documenti segreti ed aperte saracinesche e valvole di presa a mare, dopo di che i comandanti e gli uomini rimasti a bordo presero posto sulle uniche due scialuppe rimaste. Dopo circa un'ora di agonia Pegaso e Impetuoso affondarono di poppa, una dopo l'altra: l'Impetuoso fu l'ultima ad inabissarsi.
Gli equipaggi delle due navi furono internati per dieci mesi dalle autorità spagnole delle Baleari, venendo obbligati a lavorare con scarso vitto. 
Nel giugno 2001 il relitto dell'Impetuoso è stato ritrovato ed identificato. La nave, piuttosto integra, giace su un fondale di 98 metri, coricata sul lato di dritta, con la prua orientata per 175° e la poppa per 355°.

Comandanti
Capitano di corvetta Giuseppe Cigala Fulgosi (nato a Piacenza il 25 luglio 1910) (giugno - 11 settembre 1943)